# Мессер, Раиса Давыдовна
Раиса Давидовна Мессер (2(15) февраля 1905, Екатеринослав — 1984, Ленинград) — советский литературный критик и кинокритик, литературовед, супруга литературоведа Валерия Друзина.

## Биография
Окончила экономический факультет[уточнить] Ленинградского университета (1925). Начала печататься в 1927 году. В 1920-х годах — член группы «Резец» и автор одноимённого журнала. Писала о литературе на исторические темы. Кинокритик. Автор статей в журнале «Звезда» и сотрудница редакции. Член ВКП(б) с 1943 года.
Л. Рахманов в 1927 году писал: «Раиса Мессер, жена Друзина, толстенькая, маленькая, но хорошенькая; критик и литературовед, она писала тогда о Брюсове».
«Верный кочетовец Друзин яростно нападал на ближайшего сподвижника Твардовского — Александра Дементьева, тот страстно обличал какого-нибудь Софронова, и за этой дракой два бойца даже ни разу не вспомнили о том, как после войны они вместе дружно „топили“ в Ленинграде Зощенко и Ахматову, а потом прорабатывали литературоведов-„космополитов“. В феврале страшного 49-го года Дементьев, увлёкшись поисками вредителей, дошёл до того, что потребовал от Друзина убрать из подведомственной ему „Звезды“ бывшую жену — Раису Мессер, воспевавшую Ольгу Форш и Бориса Лавренёва. Погромщик в вину Мессер вменил „прославление буржуазных сатириков Ильфа и Петрова“. И Друзин, имея выходы на Маленкова и всё руководство Агитпропа, тут же пошёл у Дементьева на поводу. Ценитель Гумилёва отстаивать бывшую жену не рискнул. Старые счёты бывшие соратники начали сводить лишь спустя десятилетие».
Член Союза кинематографистов СССР (Ленинградское отделение). Проживала по адресу: Ленинград, Ленина, 34.

## Основные работы
- «Якобинцы» Н. Мамина / Перед боями: художественная литература на обороне СССР: сборник статей / под ред. [и с предисл.] Н. Свирина. — Л.: Издательство писателей в Ленинграде, 1933. С. 180—195.
- Чапаев: [Худ. фильм] / Рос. асс-ция работников рев. кинематографии. М., Л.: Роскиноиздат, 1934.
- Герой советской кинематографии: критический очерк. — Л.; М.: Искусство, 1938. — 57 с.
- А. Н. Толстой: критический очерк. — Л.: Художественная литература, 1939. — 173 с.
- Валентин Катаев — советский писатель // Шел солдат с фронта: народные сцены в 4 актах и 9 картинах Валентина Катаева: сборник к постановке пьесы в Ленинградском государственном ордена Трудового Красного Знамени академическом театре драмы им. А. С. Пушкина / Ленингр. гос. акад. театр драмы им. А. С. Пушкина. — Л.: Изд. Ленинградского Гос. Академ. театра драмы им. А. С. Пушкина, 1939. С.3-18.
- Милиция осажденного города / Упр. Ленингр. ордена Красного знамени гор. милиции. — [Л.]: Лениздат, 1945 (тип. № 3 Упр. изд-в и полиграфии Исполкома Ленгорсовета). — 72 с.
- Эстетические принципы Добролюбова // Против безыдейности в литературе: сборник статей журнала «Звезда» / [отв. ред. В. Друзин]. — [Л.] : Советский писатель, 1947. — С .181-211
- Дорога к зрелости: [О творчестве А. Решетова].— Звезда. 1948. № 1. С. 199.
- Советская историческая проза. Л.: Советский писатель. Ленинградское отделение, 1955.
- Ольга Форш. — Л.: Лениздат, 1955. — 212 с.
- Интеллектуальный герой нашего времени // Звезда. 1959. № 10.
- Вчера и сегодня. Критические очерки. Л.: Лениздат, 1961. 346 с.
- Жизнь в науке: литературно-критические очерки. — М.; Л.: Советский писатель, 1964. — 336 с.
- Знакомые имена — новые встречи (сборник). Л.: Лениздат, 1969.
- Лариса Малеванная: [буклет]. — Л.: Бюро пропаганды советского киноискусства, 1976. — [30] с.
- Жизнь и книги Льва Канторовича. — Л.: Советский писатель, Ленинградское отделение, 1983. — 200 с.